# Klaus Dibiasi
Klaus Dibiasi, född 6 oktober 1947 i Hall in Tirol i Österrike är en italiensk före detta simhoppare. Han vann tre guldmedaljer i höga hopp vid olympiska sommarspelen 1968, 1972 och 1976.

## Biografi
Klaus Dibiasi föddes i Österrike, hans föräldrar var italienare och familjen flyttade tillbaka till Italien när han fortfarande var barn. Han tränades av sin far Carlo Dibiasi som tävlade i höga hopp vid olympiska sommarspelen 1936 och var italiensk mästare mellan 1933 och 1936.
Dibiasi tog en silvermedalj i höga hopp vid olympiska sommarspelen 1964 i Tokyo där han i finalen ledde efter de sju första hoppen och slutade endast 1,04 poäng efter guldmedaljören Bob Webster. Fyra år senare vann han guldet i höga hopp och silver i svikthoppet vid olympiska sommarspelen 1968 i Mexico City, han vann guldmedaljer i höga hopp också vid de två följande olympiska spelen och blev därmed den förste simhopparen någonsin att vinna tre raka guldmedaljer. Han vann även två guldmedaljer i höga hopp och två silvermedaljer i svikthopp vid Världsmästerskapen i simsport 1973 och 1975. Dibiasi vann också arton italienska mästerskap, varav elva i höga hopp.
Klaus Dibiasi blev efter att ha avslutat tävlingskarriären 1976 tränare för det italienska simhoppslandslaget. Han valdes 1981 in i International Swimming Hall of Fame